# UFC 9
UFC 9: Motor City Madness fue un evento de artes marciales mixtas producido por la Ultimate Fighting Championship (UFC). Tuvo lugar el 17 de mayo de 1996 desde el Cobo Arena en Detroit, Míchigan.

## Historia
El senador de Arizona John McCain estaba en contra de la realización del evento por ser un «espectáculo brutal». Después de una batalla legal en los tribunales de Detroit hasta las 4:30 p. m. en el día del evento, a UFC se le permitió continuar pero con reglas modificadas.

## Resultados
1. ↑  Por el Campeonato Superfight.